# Johnny Svedin
Johnny Micael Svedin, född 23 april 1969 i Tuna församling i Kalmar län, är en svensk politiker (sverigedemokrat). Han är ordinarie riksdagsledamot sedan 2022, invald för Norrbottens läns valkrets.
I riksdagen är han ledamot i socialutskottet sedan 2022.